# دویی توشیساتو
دویی توشیساتو ((به ژاپنی: 土井 利里 Doi Toshisato); ۱ ژانویهٔ ۱۷۲۲ – ۱۱ سپتامبر ۱۷۷۷) سامورایی، دایمیو و کیوتو شوشیدای در دوره ادو اهل ژاپن بود.